# 穆赫托河
穆赫托河（俄语：Река Мухто）是萨哈林州奥哈区的河流，长20公里，流域面积90.5平方公里，流经北萨哈林平原，注入皮尔通湾。

## 引用
1. ↑  М·Г·瓦西科夫斯基. . 列宁格勒: 气象出版社. 1973 （俄语）.
2. ↑  . Verumwiki.   [2024-01-02]. （原始内容存档于2024-01-02） （俄语）.